# عبد الحسين القطيفي
عبد الحسين عبد الله الفارس القطيفي (1919 - 2006) أكاديمي قانوني عراقي كبير ومسؤول في وزارة الخارجية العراقية، ووكيل وزارة الخارجية، ومندوب العراق في الجامعة العربية سنة 1961، ومثّل العراق في عدة مؤتمرات علمية وسياسية، وكتبَ اتفاقية شط العرب سنة 1975.

## نشأته
وُلد عبد الحسين سنة 1919، في حي الكاظمية شمال بغداد، في شارع الحمام الملوكي أو شارع المدرسة الخالصية، ولكثرة الخرّجين المتعلمين من أبناء ذلك الشارع كان يُسمّى «درب الأفندية». قال جعفر الخليلي في كتابه موسوعة العتبات المقدسة في طبعة سنة 1987م «بيت القطيفي: وهم ذرية الحاج عبد اللّه القطيفي؛ المتوفى سنة ١٣٦١ هـ؛ ابن حسن ابن فارس؛ من آل فارس. ويُسمّون في القطيف بيت بن فارس. ومنهم الدكتور عبد الحسين القطيفي…من أبرز الحقوقيين الدبلوماسيين الذين عملوا في وزارة الخارجية العراقية، وهو اليوم من أساتذة الحقوق في الطليعة». وفي سنة 1940م حين كان عبد الحسين طالباً في كلية الحقوق، استجاب لمهمة تشغيل مولدة الكهرباء لمشهد الكاظم في منطقة الكاظمية، بعد أن طلب منه ذلك الوجيهُ أحمد المدامغة، واستمرّ عبد الحسين يشغلها حتى أتم سنوات الكلية. لعبد الحسين أخٌ اسمه شاكر القطيفي، كان طبيباً.

## دراسته
درس المرحلة الثانوية في بغداد، ثم التحق للدراسة بكلية الحقوق في جامعة بغداد، ثم حصل على شهادة الدكتوراه في القانون الدولي من جامعة باريس في فرنسا. وهناك في فرنسة تزوّج من امرأة فرنسية، صار اسمها ماري القطيفي، جاءت مع زوجها إلى العراق في أوائل خمسينات القرن العشرين، وعملت في تدريس اللغة الفرنسية طوال حياتها، وابتدأت بتدريس الفرنسية للملك فيصل الثاني، ثم عملت في قسم اللغات الأوربية في جامعة بغداد في سبعينيات القرن العشرين وصارت مرجعاً للكلية، وكُرّمت ماري سنة 1998 في احتفال الذكرى الأربعين لتأسيس كلية اللغات، واعتذرت عن الحضور بسبب وضعها الصحي، ووكلّت من يستلم الجائزة نيابة عنها.

## مناصبه
- معاون رئيس الديوان الملكي، قال عطا عبد الوهاب «جئتُ إلى البلاط وفي ديوانه اثنان فقط، هما رئيس الديوان عبد الله بكر، ومعاونه الدكتور عبد الحسين القطيفي..كانت معرفتي وثيقة برئيس الديوان أيام العمل في الأمم المتحدة، ولم أكن أعرف معاونَه، ولكن سرعان ما انعقدت بيننا زمالة حميمة عمّقها حبنا لدراسة القانون وشغفنا بالمساجلات الفقهية.».[12]
- أستاذ مادة القانون الدولي في جامعة بغداد، وفي سنة 1972 أشرف عبد الحسين القطيفي على رسالة الدكتوراه المسماة «الحدود العراقية الإيرانية والوضع القانوني لشط العرب».[13] وفي أيار سنة 2019 قالت جامعة الكوفة في مقدمتها لكتاب (الحدود العراقية - الإيرانية والوضع القانوني لشط العرب) "للدكتور القطيفي قصةٌ تتخطى مسألة الإشراف على الرسالة إلى قضية أكثر جوهرية، إذ كان الدكتور القطيفي قد انتُدبَ للسفر ضمن الوفد الذي رافقَ صدام حسين لمناقشة اتفاقية الجزائر. وقد جرى اقتراح استعمال نتائج رسالة المؤلف (الحدود العراقية) في المفاوضات التي من المتوقع أن تجري في الجزائر، وهي الرسالة التي أشرف عليها القطيفي بنفسه، وله خبرة فيها، ويعرف أهميتَها، وكانت الرسالة قد وفرت معلومات وبصائر تنفع الوفدَ العراقيَّ في المفاوضات، لكن الاتفاقية أُبرمت في النهاية من دون العودة إلى المفاوضين الخبراء، ومن دون إشراكهم في المناقشات، فلم تتم دعوتهم للمفاوضات، وجرى حسمُ الاتفاقية بين إيران والعراق بحضور الشاه محمد رضا بهلوي وصدام حسين والرئيس الجزائري هوري بو مدين، وكان اتفاقاً سياسياً لا يُمثلُ حقوق العراق".[14]
- عميد كلية القانون والسياسة في جامعة بغداد من سنة 1973 حتى 1976.[15][16][17]
- مندوب العراق في الجامعة العربية.[18] ومن أهم مندوبياته أنه مثّل الجمهورية العراقية في القمة العربية سنة 1961 بعد إعلان استقلال دولة الكويت وطلبها الانضمام إلى الجامعة العربية، وكانت الجمهورية العراقية رافضة لهذا الانضمام.[19][20][21][19] وحينئذٍ قاطعَ العراقُ الجامعة العربية سنتين.
- وكيل وزارة الخارجية: قال أمير الحلو إنه سأل عبد الحسين عن تعيينه وكيلاً للخارجية فقال عبد الحسين إنه «التقى بالصدفة وزيرَ الخارجية آنذاك المرحوم هاشم جواد، واقترح عليه الوزير أن يعمل معه في الخارجية باعتباره خبيرا قانونيا في الشأن الإيراني، اذ ان اطروحته في فرنسا كانت عن العلاقات العراقية - الإيرانية، ولكن القطيفي رفض العرض وقال له انه أستاذ في جامعة بغداد ولا يرغب الانتقال منها والعمل في وزارة الخارجية، فاقترح عليه الوزير عندئذ أن يداوم مساء في الوزارة ليس الا، ليطلع على الموضوع وابداء الرأي، فوافق القطيفي، ووجد، كما قال لي (غرفة كاملة تحتوي على وثائق العلاقات العراقية – الإيرانية منذ تأسيس الدولة العراقية) واطلع عليها – اثناء دوامه المسائي بالوزارة - بدقة وروح علمية موضوعية وكتب بعد ذلك تقريرا تفصيليا للوزير حول تلك العلاقات مستندا إلى الوثائق التي اطلع عليها وإلى خبرته الطويلة والعميقة بالطبع في الشأن الإيراني، وقد اطلع الوزير على ذلك التقرير واعجب به اعجابا شديدا، وقرر ان يرسله للاطلاع إلى المرحوم عبد الكريم قاسم باعتباره رئيسا للوزراء، وعندما اطلع [عبد الكريم] قاسم على ذلك التقرير العلمي العميق أصدر أمرا بتعين القطيفي وكيلا لوزارة الخارجية رأسا، وهكذا اضطر القطيفي إلى الانتقال من جامعة بغداد للعمل في وزارة الخارجية وبقي في ذلك المنصب إلى الانقلاب الاسود والدموي في 8 شباط 1963.».[22][23]
- مدرس قانون خاص لابن الرئيس الأسبق أحمد حسن البكر.[24]
- مدير عام وزارة الخارجية، سنة 1977.[25]

## مؤلفاته
لعبد الحسين مقالات كثيرة منشورة في عدة مجلات، وله كتب، بعضها غير مطبوع، وبعضها مطبوع، منها:
- القانون الدولي العام.[28]
- المقاطعة الاقتصادية في العلاقات الدولية. (1967).[29]
- دور التحكيم في فض المنازعات الدولية. سنة 1969م.[30]
- مذكرات في القانون الدولي العام. سنة 1952.[31]
- اتفاقية شط العرب المسماة اتفاقية الجزائر.[32]

قال ضياء نافع «اقترحتُ على الاستاذ الدكتور عبد الحسين القطيفي ان نٌصدر كتابا مشتركا عن هاشم جواد في أواسط التسعينات، وقد وافق القطيفي – وبكل حماس- على ذلك، وقال إنه مستعد أن يكتب ذكرياته عنه».

## سحب الشهادة
قال الخبير القانوني العراقي الدكتور منذر الفضل "بقرار صدام حسين سُحب اللقب العلمي (الاستاذية) وشهادة الدكتوراه الممنوحة من جامعة السوربون في فرنسا من الدكتور عبد الحسين القطيفي، أحد علماء العراق في القانون الدولي". وفي يوم 21 حزيران سنة 2015م أُصدر قانون إلغاء قرار مجلس قيادة الثورة رقم 959 لسنة 1978، وذُكر أن أسباب القرار الموجبة هي "لرفع الحيف الذي لحق بالدكتور عبد الحسين القطيفي أثناء خدمته الوظيفية ولتعديل استحقاق ورثته التقاعدية"، وصوّت مجلس النواب على إلغاء قرار مجلس قيادة الثورة المتعلق بعبد الحسين القطيقي. قال الدكتور فوزي الموسوي إن عبد الحسين "رُشّح قاضيا لمحكمة العدل الدولية لكن النظام البائد في قضية معروفة سحب شهادته بقرار لمجلس قيادة الثورة المنحل لقيامه بالأسرار على رسوب سكرتير رئيس النظام السابق الذي كان طالبا في دكتوراه في قسم القانون الدولي اعيد اعتباره بقانون صدر من مجلس النواب العراقي سنة 2015 وبمبادرة كريمة من رئيس الجمهورية المرحوم جلال الطالباني ولكن لم يستفد منه لوفاته مظلوما دون راتب تقاعدي وعدم وجود وارث لديه اذ انه كان متزوجا من سيدة فرنسية لم ينجب منها ولم يكن له إشقاء احياء. قال جواد هاشم "وأذكر في هذا الصدد، صدور قرار من مجلس قيادة الثورة عام 1977، يقضي بسحب لقب «الأستاذية» من الدكتور عبد الحسين القطيفي (أستاذ القانون الدولي بجامعة بغداد)، لأن الرائد علي العبيدي، سكرتير صدام حسين، قد فشل في امتحان الماجستير، وكان الممتحِن هو الدكتور القطيفي". وقيل إن أحمد حسن البكر امتعض من إسقاط الاستاذية عن عبد الحسين وقيل إنه قال "إن حرصي على وحدة الحزب وكيانه هو السبب في عدم تحركي"، وذكرت مجلة العربي في عددها (350-353) المنشور سنة 1998م، في الصفحة 115، أن عبد الحسين القطيفي أُسقطت عنه صفة الأستاذية لخيانته للأمانة العلمية.